# Andrzej Kobylanski
Andrzej Kobylanski, född den 31 juli 1970 i Tarnobrzeg, Polen, är en polsk fotbollsspelare som tog OS-silver i fotbollsturneringen vid de olympiska sommarspelen 1992 i Barcelona.